# Tortor
Tortor (en francès Tourtour) és un municipi francès situat al departament del Var i a la regió de Provença – Alps – Costa Blava.

## Demografia
| 1962                                       | 1968 | 1975 | 1982 | 1990 | 1999 | 2006 |
| ------------------------------------------ | ---- | ---- | ---- | ---- | ---- | ---- |
| 168                                        | 260  | 311  | 384  | 472  | 472  | 533  |
| Des de 1962: població sense dobles comptes |      |      |      |      |      |      |

## Administració
| Període   | Identitat       | Partit        |
| --------- | --------------- | ------------- |
| 1983-1995 | Etienne Laurent | Divers droite |
| 1995-2008 | Jean Lainé      | PS            |
| 2008-     | Pierre Jugy     |               |